# Леняковы
Леняковы  — дворянский род.
Предки их были испомещены в 1668 году. Род Леняковых внесён в VI часть родословной книги Костромской губернии.

## Описание герба
В щите, имеющем золотое поле, находится Медведь, держащий в правой передней лапе алый цвет Розы и по его сторонам  изображены два оленьих Рога.
На щите дворянский коронованный шлем. Нашлемник: три страусовых пера. Намёт на щите золотой, подложенный красным.